# Black Dog (bài hát)
"Black Dog" là ca khúc của ban nhạc rock người Anh, Led Zeppelin, và là ca khúc mở đầu cho album thứ tư của họ, được phát hành vào năm 1971. Ca khúc này được phát hành dưới dạng đĩa đơn ở Mỹ và ở Úc với "Misty Mountain Hop" ở mặt B, đạt được lần lượt các vị trí 15 và 11 tại các quốc gia này.
Năm 2011, ca khúc được xếp ở vị trí số 300 trong danh sách "500 bài hát vĩ đại nhất" của tạp chí Rolling Stone. Nhà nghiên cứu âm nhạc Deena Weinstein cho rằng "Black Dog" là "1 trong những ca khúc thương hiệu nhất của [Led] Zeppelin".

## Tôn vinh
| Nguồn đánh giá | Quốc gia | Danh sách                                      | Năm  | Thứ hạng |
| -------------- | -------- | ---------------------------------------------- | ---- | -------- |
| Classic Rock   | Mỹ       | "The Top Fifty Classic Rock Songs of All Time" | 1995 | 18       |
| The Guitar     | Mỹ       | "Riff of the Millenium"                        | 1999 | 7        |
| Rolling Stone  | Mỹ       | "500 bài hát vĩ đại nhất"                      | 2010 | 300      |
| Q              | Anh      | "1010 Songs You Must Own!"                     | 2004 | *        |
| Blender        | Mỹ       | "The Greatest Songs Ever!"                     | 2005 | *        |
| Bruce Pollock  | Mỹ       | "The 7,500 Most Important Songs of 1944-2000"  | 2005 | *        |
| Q              | Anh      | "The 20 Greatest Guitar Tracks"                | 2007 | 1        |

(*) không có thứ tự cụ thể

## Phát hành
1971 đĩa đơn 7" (Mỹ/Úc: Atlantic 45-2849, Angola/Nam Phi: Atlantic ATS 568, Argentina: Atlantic 2091175, Áo/Đức: Atlantic ATL 10103, Brazil: Atco 2091175, Canada: Atlantic AT 2849, Cape Verde: Atlantic ATL N 28-118, Ecuador: Atlantic 45-73502, Pháp: Atlantic 10 103, Hi Lạp: Atlantic 2091 175, Hà Lan: Atlantic ATL 2091 175, Ý: Atlantic K 10103, Nhật Bản: Warner Pioneer P-1101A, Mexico: Atlantic 2207-024, New Zealand: Atlantic ATL 88, Philippines: Atlantic ATR 0033, Bồ Đào Nha: Atlantic N 28118, Singapore: Stereophonic 10103, Tây Ban Nha: Atlantic HS 775, Thụy Điển: Atlantic ATL 10.103, Thổ Nhĩ Kỳ: Atlantic 72 500)
- A. "Black Dog" (John Paul Jones, Jimmy Page, Robert Plant) - 4:56
- B. "Misty Mountain Hop" (Jones, Page, Plant) - 4:38

1971 bản phát thanh 7" (Nhật Bản: Warner Pioneer P-1001A)
- A. "Black Dog" (Stereo) (Jones, Page, Plant) - 4:56
- B. "Black Dog" (Mono) (Jones, Page, Plant) - 4:56

1971 đĩa đơn 7" (Ba Lan: Atlantic X 87)
- A. "Black Dog" (Jones, Page, Plant) - 4:56
- B. "When the Levee Breaks" (John Bonham, Jones, Page, Plant, Memphis Minnie) - 7:08

1971 đĩa đơn 7" (Ba Lan: Prasniewski N 677)
- A. "Black Dog" (Jones, Page, Plant) - 4:56
- B. "Four Sticks" (Page, Plant) - 4:44

1971 đĩa đơn 7" (Venezuela: Atlantic 5-011)
- A. "Black Dog" (Jones, Page, Plant) - 4:56
- B. "Rock and Roll" (Bonham, Jones, Page, Plant) - 3:40

## Xếp hạng
| Bảng xếp hạng (1972)                   | Vị trí cao nhất |
| -------------------------------------- | --------------- |
| Japanese Singles Chart                 | 24              |
| Dutch Singles Chart                    | 20              |
| US Billboard Hot 100 Chart             | 15              |
| Canadian CHUM 30 Chart                 | 14              |
| US Cash Box Top 100 Singles Chart      | 9               |
| US Record World 100 Top Pops           | 10              |
| Canadian RPM Top 100 Chart             | 11              |
| German Singles Chart                   | 22              |
| Australian Go-Set Top 40 Singles Chart | 9               |
| New Zealand Top 50 Singles Chart       | 10              |
| French Singles Chart                   | 23              |
| Bảng xếp hạng (1973)                   | Vị trí cao nhất |
| Swiss Singles Chart                    | 6               |

Bản tải kỹ thuật số
| Bảng xếp hạng (2007)                         | Vị trí cao nhất |
| -------------------------------------------- | --------------- |
| UK Singles Chart                             | 119             |
| US Billboard Hot Digital Songs Chart         | 66              |
| Canadian Billboard Hot Digital Singles Chart | 59              |

Ghi chú: Bảng xếp hạng UK Singles Chart chỉ tính số lượt tải hợp pháp tính từ ngày 17 tháng 4 năm 2005.